# 1999 Голяма награда на Канада
1999 Голяма награда на Канада е 31-вото за Голямата награда на Канада и шести кръг от сезон 1999 във Формула 1, провежда се на 13 юни 1999 година на пистата Жил Вилньов, Монреал в Канада.
Михаел Шумахер (стартирайки от 1-ва позиция) не направи добър старт, но успя да блокира Мика Хакинен (стартирайки 2-ри) към подхода на първия завой. Съотборника на Хакинен, Дейвид Култард загуби позиция от Бенетон-а на Джанкарло Фисикела. Дежавюто на Алези и Трули отново ги сполетя, като се удариха един с друг заедно с Рубенс Барикело. Това доведе колата за сигурност да се появи още след края на първата обиколка. Класирането е М. Шумахер, Хакинен, Еди Ървайн, Фисикела, Култард, Хайнц-Харалд Френтцен, Джони Хърбърт и Алесандро Занарди. Барикело продължи състезанието до 14-а обиколка където проблем с управлението на болида му попречи да продължи по-нататък. Александер Вурц също влезе в бокса но с проблем с трансмисията. Колата за сигурност влезе в бокса след края на 2-ра обиколка и състезанието е преустановено. Рикардо Зонта се удари в стенана на последния завой като по-късно носи името „Стената на шампионите“. Това доведе отново колата за сигурност да излезе на трасето за втори път. След като състезанието е преустановено отново в края на 6-а обиколка Михаел Шумахер увеличи преднината си пред Хакинен. Деймън Хил е следващия който се удари на тази стена след края на 14-а обиколка. Михаел имаше преднина от 3 секунди пред финландецар преди да влезе в трафик на 29-а обиколка. Точно след като затвори с обиколка Оливие Панис с Прост, Шумахер изведнъж загуби контрол на последния завой и се удари на мястото където Хил отпадна по-рано. Това прати Хакинен на първа позиция пред Ървайн и Култард. Жак Вилньов е следващият записал се в Стената на шампионите като това доведе сейфти-кара за трети път по време на 35-а обиколка. Това доведе лидерите да спрат в бокса, като Фисикела се възползва от шанса си да мине на втора позиция пред Ървайн. Северно-ирландеца имаше контакт с Култард, след като състезанието е възнабновено. Ървайн и Култард продължиха след този инцидент като шотландеца трябваше да спре в бокса за втори път, а Ървайн трябваше да се бори за загубените позиции включително и невероятната битка със Стюарт-а на Хърбърт. Френтцен мина пред Фисикела за втора позиция по време на 43-та обиколка. С пет обиколки до финала Ървайн намали преднината между него и Фисикела, преди Френтцен да отпадне с повреда по спирачките. Колата за сигурност отново се появи на трасето, като това ще е за първи път състезанието да завършва със сейфти-кара. Без изненади Хакинен печели това състезание и вече повежда в класирането при пилотите с 34 точки – 4 повече от М. Шумахер който не завърши.

## Класиране
| Поз | No | Пилот                | Конструктор         | Оби. | Време/Отпадане | Място | Точки |
| --- | -- | -------------------- | ------------------- | ---- | -------------- | ----- | ----- |
| 1   | 1  | Мика Хакинен         | Макларън-Мерцедес   | 69   | 1:41:35.727    | 2     | 10    |
| 2   | 9  | Джанкарло Фисикела   | Бенетон-Плейлайф    | 69   | +0.782         | 7     | 6     |
| 3   | 4  | Еди Ървайн           | Ферари              | 69   | +1.797         | 3     | 4     |
| 4   | 6  | Ралф Шумахер         | Уилямс-Супертек     | 69   | +2.392         | 13    | 3     |
| 5   | 17 | Джони Хърбърт        | Стюарт-Форд         | 69   | +2.805         | 10    | 2     |
| 6   | 12 | Педро Диниз          | Заубер-Петронас     | 69   | +3.711         | 18    | 1     |
| 7   | 2  | Дейвид Култард       | Макларън-Мерцедес   | 69   | +5.004         | 4     |       |
| 8   | 21 | Марк Жене            | Минарди-Форд        | 68   | +1 Об.         | 22    |       |
| 9   | 18 | Оливие Панис         | Прост-Пежо          | 68   | +1 Об.         | 15    |       |
| 10  | 20 | Лука Бадоер          | Минарди-Форд        | 67   | +2 Об.         | 21    |       |
| 11  | 8  | Хайнц-Харалд Френцен | Джордан-Муген-Хонда | 65   | Спирачки       | 6     |       |
| Отп | 5  | Алесандро Дзанарди   | Уилямс-Супертек     | 50   | Спирачки       | 12    |       |
| Отп | 15 | Тораносуке Такаги    | Ероуз               | 41   | Трансмисия     | 19    |       |
| Отп | 22 | Жак Вилньов          | БАР-Супертек        | 34   | Завъртане      | 16    |       |
| Отп | 3  | Михаел Шумахер       | Ферари              | 29   | Завъртане      | 1     |       |
| Отп | 14 | Педро де ла Роса     | Ероуз               | 22   | Трансмисия     | 20    |       |
| Отп | 7  | Деймън Хил           | Джордан-Муген-Хонда | 14   | Завъртане      | 14    |       |
| Отп | 16 | Рубенс Барикело      | Стюарт-Форд         | 14   | Управление     | 5     |       |
| Отп | 23 | Рикардо Зонта        | БАР-Супертек        | 2    | Завъртане      | 17    |       |
| Отп | 11 | Жан Алези            | Заубер-Петронас     | 0    | Сблъсък        | 8     |       |
| Отп | 19 | Ярно Трули           | Прост-Пежо          | 0    | Сблъсък        | 9     |       |
| Отп | 10 | Александър Вурц      | Бенетон-Плейлайф    | 0    | Трансмисия     | 11    |       |

## Класиране след състезанието
| Поз | Пилот                | Точки |
| --- | -------------------- | ----- |
| 1   | Мика Хакинен         | 34    |
| 2   | Михаел Шумахер       | 30    |
| 3   | Еди Ървайн           | 25    |
| 4   | Хайнц-Харалд Френцен | 13    |
| 5   | Джанкарло Фисикела   | 13    |
| 6   | Дейвид Култард       | 12    |
| 7   | Ралф Шумахер         | 12    |
| 8   | Рубенс Барикело      | 6     |

| Поз | Конструктор         | Точки |
| --- | ------------------- | ----- |
| 1   | Ферари              | 55    |
| 2   | Макларън-Мерцедес   | 46    |
| 3   | Джордан-Муген-Хонда | 16    |
| 4   | Бенетон-Плейлайф    | 14    |
| 5   | Уилямс-Супертек     | 12    |
| 6   | Стюарт-Форд         | 8     |
| 7   | Прост-Пежо          | 2     |
| 8   | Заубер-Петронас     | 2     |